# المقرح (كشر)

تعديل مصدري - تعديل

المقرح هي إحدى قرى عزلة عاهم بمديرية كشر التابعة لمحافظة حجة، بلغ تعداد سكانها 87 نسمة حسب تعداد اليمن لعام 2004.